# Roborough (Torridge)
Roborough – wieś i civil parish w Anglii, w Devon, w dystrykcie Torridge. W 2011 civil parish liczyła 243 mieszkańców. Roborough jest wspomniana w Domesday Book (1086) jako Rawberge/Rawberga.